# Банк промислової та технологічної інформації ЮНІДО
Банк промислової та технологічної інформації (БПТІ) ЮНІДО — комп'ютерний банк даних ЮНІДО (ООН), який акумулює промислову і технологічну інформацію по проектах і технологіях, надає необхідну країнам інформацію на їхній запит. Створений у 1980 році.
Механізм дії БПТІ ЮНІДО — через аналогічні банки на регіональному і національному рівнях. Країни що розвиваються через БПТІ ЮНІДО отримали доступ до інформації науково-технічного характера, що є реальною допомогою ООН.